# June Kenney
June Claire Sebastian (de soltera Kenney; 6 de julio de 1933 – 25 de junio de 2021) fue una actriz estadounidense conocida por su trabajo en películas de serie B a finales de la década de 1950.

## Primeros años
June Claire Kenney nació en Boston, Massachusetts, hija única de Frederick Kenney, un constructor y fontanero de ascendencia irlandesa, y Edna (de soltera Deslauriers), ama de casa de ascendencia franco-canadiense. Vivió en el suburbio de Malden, Massachusetts, durante su infancia.
Kenney comenzó a cantar y bailar cuando tenía cuatro años. Sus apariciones en la radio del área de Boston llamaron la atención de cazatalentos que buscaban a la próxima Shirley Temple. Firmó con Warner Bros. y apareció en varios cortometrajes musicales. El estudio quería enviarla a Hollywood, pero su padre no la dejó ir, ya que quería mantener unida a la familia y no abandonar su negocio de construcción. Finalmente, sus padres decidieron mudarse al oeste para escapar de los fríos inviernos de Nueva Inglaterra. Los Kenney se trasladaron al sur de California alrededor de 1949, primero a Gardena, California, antes de establecerse en West Hollywood.

## Carrera
De adolescente, Kenney actuó en obras de teatro y estudió en la Meglin School of Dance. Asistía a la Hollywood Professional School por las mañanas y trabajaba por las tardes en el Grauman's Chinese Theatre como acomodadora. Walter Kohner la descubrió durante una actuación y la contrató para la agencia de talentos de su hermano Paul.
Kenney estaba a punto de dar el salto a la televisión cuando fue elegida para actuar junto a Robert Hutton y Adele Mara en la telenovela My Sister and I en 1954, pero el patrocinador del programa se retiró antes de que entrara en producción. En su lugar, obtuvo sus primeros créditos televisivos por papeles secundarios en episodios de The Loretta Young Show y Public Defender. Ese año, obtuvo su primer papel acreditado en el cine por el cortometraje religioso City Story.
Durante el resto de la década de 1950, Kenney interpretó pequeños papeles y papeles secundarios en televisión en Fireside Theater, TV's Reader's Digest, Whirlybirds y The Millionaire. Apareció en anuncios de Coppertone y Vaseline, e hizo trabajos de doblaje para Austin-Healey.
Una entrevista con Roger Corman le valió a Kenney su primer papel protagonista cuando le dio el papel de Barbara Bonney, una chica buena acusada de asesinar a una rival celosa, en su película negra de 1957 Teenage Doll. Impresionado por su actuación, Corman le dio trabajo en otras dos películas ese año. Kenney interpretó a Tina en Sorority Girl, en la que una manipuladora compañera de hermandad (Susan Cabot) la presiona para que chantajee a un amante. A Kenney también le dieron el papel de Asmild, la hermana bondadosa pero ingenua de la líder de una banda de mujeres vikingas en The Saga of the Viking Women and Their Voyage to the Waters of the Great Sea Serpent. En un principio no se la había tenido en cuenta para el papel, pero la incorporaron después de que comenzara la producción, cuando la hermana de Abby Dalton sufrió una conmoción cerebral al caerse de un caballo y Corman necesitaba una rubia para sustituirla.

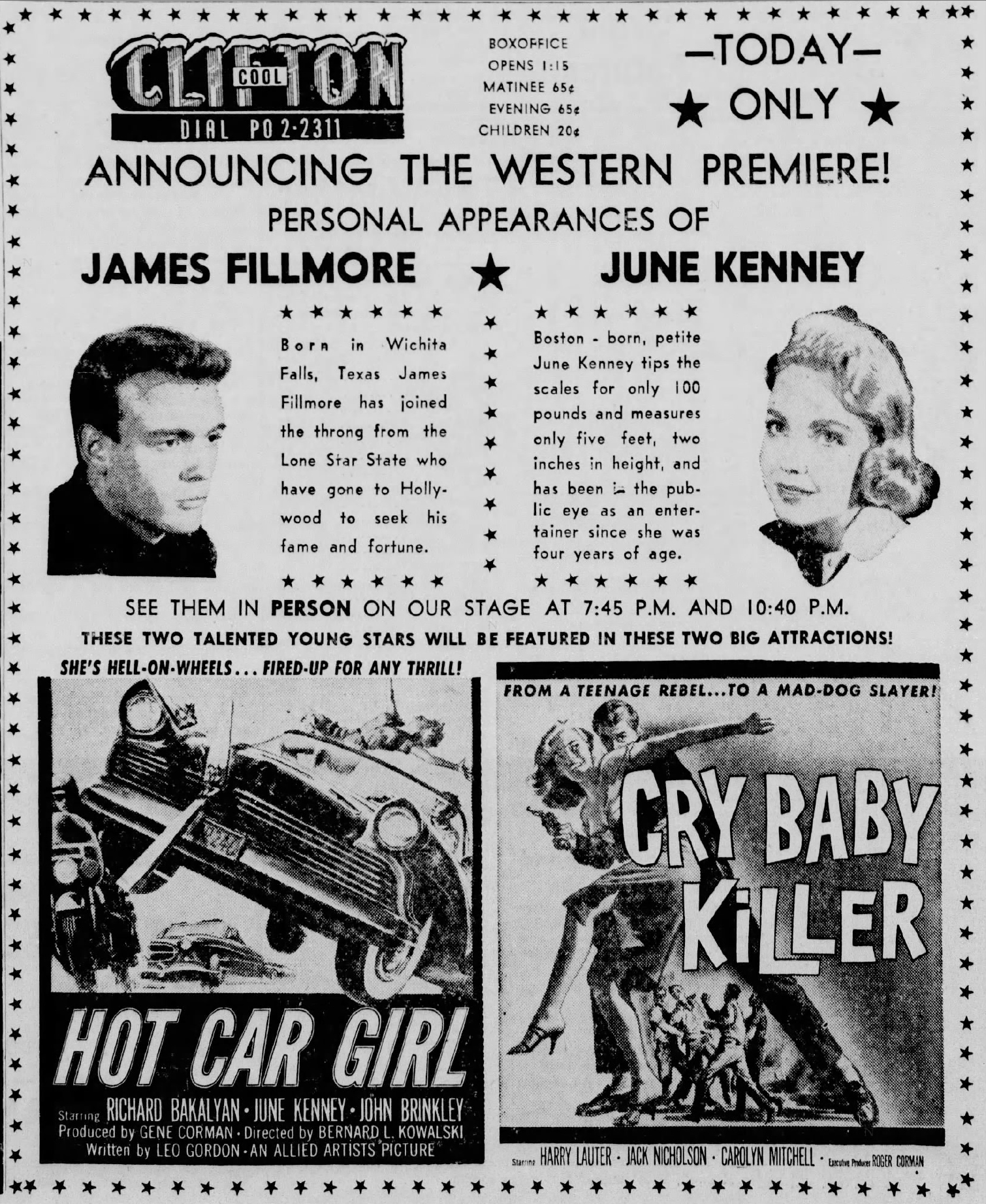
Anuncio de la sesión doble de "Hot Car Girl" y "Cry Baby Killer", con la presencia en directo de June Kenney y James Fillmore en el Clifton Theater de Lubbock, Texas, el 6 de junio de 1958.

En 1958, Kenney protagonizó junto a Dick Bakalyan la película para adolescentes Hot Car Girl, producida por el hermano de Roger, Gene Corman, y dirigida por Bernard L. Kowalski. La película se distribuyó en Texas en sesión doble con Cry Baby Killer a través de una serie de cuatro compromisos. La promoción incluyó una gira por el estado de Kenney con James Fillmore, actor secundario de Cry Baby Killer y nacido en Texas. Kenney cantaba y Fillmore tocaba el piano en actuaciones en directo entre las proyecciones de sus respectivas películas.
Ese año, Bert I. Gordon eligió a Kenney como protagonista femenina en dos películas de terror: Attack of the Puppet People y Earth vs. the Spider.
A finales de la década de 1950 se produjeron cambios importantes en la industria cinematográfica, ya que la creciente popularidad de la televisión redujo la audiencia de las películas de primera categoría. Los grandes estudios tomaron nota del éxito de los estudios de películas de serie B más pequeños, como American International Pictures y Allied Artists, y comenzaron a producir sus propias películas de bajo presupuesto dirigidas al mercado adolescente y de autocines. Como resultado, Kenney se encontró con una dura competencia por los papeles en el cine. Ella mencionó esto a Bill McReynolds, del Amarillo Globe-Times, en 1958:

"Hoy en día, los estudios cinematográficos están utilizando cada vez más talento joven. Lo único que puede hacer una actriz joven es esperar que tenga éxito y pueda seguir avanzando hacia proyectos mejores y más importantes."

Kenney ansiaba ampliar su registro interpretativo, pero la falta de oportunidades la llevó a aceptar el papel de Betty Scott en Bloodlust! en 1959 para seguir activa en el cine. Los críticos destrozaron la película tras su estreno en 1961. Kenney dijo más tarde que aceptó el papel "casi como un favor" a Ralph Brooke, el director de la película, a pesar de su deseo de dejar atrás los papeles "gritones". Recordó que ella y sus compañeros de reparto (Robert Reed, Gene Persson y Joan Lora) se sentían fuera de lugar en la película, y la experiencia la llevó a cuestionarse la dirección que había tomado su carrera.
Una convocatoria de casting le valió a Kenney un papel sin acreditar en la película de Jerry Lewis de 1961 The Ladies Man, su única aparición en una película de primera categoría. Ella atribuyó el haber conseguido el papel al aprecio de Lewis por su habilidad para bajar las escaleras al ritmo de la música. Su última aparición en una película fue en The Cat Burglar, otra producción de Gene Corman, estrenada en 1961. Sus últimos papeles en televisión fueron en un episodio de 1961 de Bonanza ("The Infernal Machine") como esposa del inventor Daniel Pettibone. Un pequeño papel en un episodio de Thriller, como coprotagonista junto a James Franciscus, James Philbrook y Mary Murphy en la efímera serie de drama y aventuras policíacas de la CBS de 1961 The Investigators, y un papel secundario en un episodio de The Tall Man en 1962.
Kenney reflexionó más tarde sobre cómo su incursión en el cine afectó en última instancia a su carrera como actriz:

"Roger Corman me ayudó a empezar, pero una vez que firmas un contrato con alguien como Roger, te etiquetan como actor de películas de serie B. Aprendí los entresijos del oficio con Roger, como los planos de cámara y el proceso de producción en el plató, entre otras cosas... pero cuando te encasillan en películas de serie B, es difícil salir de ahí. Cuando vas a una entrevista y revisan tus créditos anteriores y lo único que ven es 'adolescentes' esto y 'monstruos' aquello, es desmotivador... Tienen en cuenta tus créditos anteriores y ese tipo de películas no ayudan en nada."

Kenney se retiró de la actuación en 1962 después de su última película en The Music Man. Por aquella época, aceptó un trabajo gestionando anuncios publicitarios para la emisora de radio KLAC de Los Ángeles. Desanimada por la falta de llamadas y entrevistas, y descontenta con los papeles que le ofrecían en aquel momento, más tarde dijo que "pensó que lo mejor era retirarse con elegancia."

## Personaje e imagen en pantalla
En las películas, Kenney suele interpretar a la chica buena que se junta con malas compañías o se ve envuelta en situaciones que escapan a su control. Con una estatura de 1,57 metros, a menudo se la describía como "pequeña" y "menuda." Su estatura y su aspecto juvenil la ayudaban a resultar convincente en papeles adolescentes, como el de Barbara Bonney en Teenage Doll y el de Carol Flynn en Earth vs. the Spider. Admitió que le hubiera gustado ser más alta, aunque su estatura le ayudó a conseguir el papel protagonista en Attack of the Puppet People.
Kenney proporcionó su propia ropa para varios de sus papeles cinematográficos. Una amiga de su escuela de danza le hizo a medida el vestido que llevó en Attack of the Puppet People.
La columnista de belleza Lydia Lane elogió la buena forma física de Kenney. Kenney atribuyó esto a los ejercicios que aprendió en ballet y que siguió realizando a diario durante su carrera como actriz.
Los compañeros de reparto de Kenney apreciaban su buen carácter y su fuerte ética de trabajo. Jay Sayer, que trabajó con ella en Teenage Doll y Viking Women, recordaba:
Era lo más alejada de Hollywood que te puedas imaginar... Y muy simpática, muy fácil de tratar y una chica encantadora. Nunca dirías que era actriz.

## Vida personal y muerte
Kenney se casó con Lee Sebastian en Los Ángeles en 1970. La pareja se mudó posteriormente a Las Vegas, donde gestionaron un rancho de caballos. Ella siguió trabajando en la radio y fue incluida en el Nevada Broadcasters Association Hall of Fame en 1997. Kenney falleció en Pahrump, Nevada, el 25 de junio de 2021, a la edad de 87 años.

## Filmografía seleccionada
- City Story (1954)
- Teenage Doll (1957)
- Sorority Girl (1957)

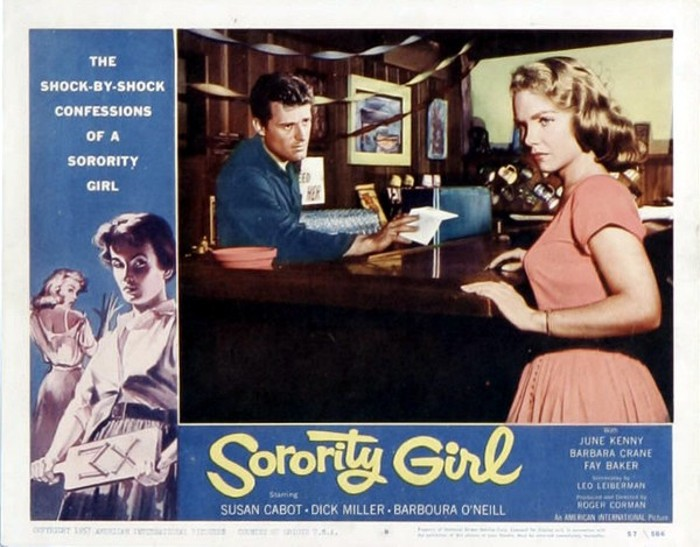
Cartel promocional de Sorority Girl, 1957

- The Saga of the Viking Women and Their Voyage to the Waters of the Great Sea Serpent (1957)
- Attack of the Puppet People (1958)
- Earth vs. the Spider (1958)
- Hot Car Girl (1958)
- The Ladies Man (1961)
- Bloodlust! (1961)
- The Cat Burglar (1961)
- The Music Man (1962)